# Tetranchyroderma adeleae
Tetranchyroderma adeleae is een buikharige uit de familie Thaumastodermatidae. Het dier komt uit het geslacht Tetranchyroderma. Tetranchyroderma adeleae werd in 2008 voor het eerst wetenschappelijk beschreven door Hochberg. 